# Малях-Петровский, Самуил
Самуил Малях-Петровский (словац. Samuel Máľach-Petrovský; 15 февраля 1916, Бачки-Петровац — 3 октября 1944, Подбрезова) — словацкий поэт еврейского происхождения, деятель партизанского движения Второй мировой войны.

## Биография
Родился 15 февраля 1916 года в городе Бачки-Петровац (центр одноимённой общины в Сербии). Окончил в 1936 году среднюю школу, учился с 1938 по 1940 годы в Военной академии Белграда. В школе писал стихи на лирическую и патриотическую тематику. Участвовал в Апрельской войне, после капитуляции Югославии и оккупации Воеводины Венгрией бежал в Словакию. Жил в городе Петровац под надзором полиции.
В 1944 году вступил в партизанское движение, в составе отряда югославских добровольцев участвовал в Словацком национальном восстании (особенно отличился в битве за Красную скалу и Тельгарт). 3 октября 1944 во время одного из боёв Самуил был тяжело ранен и прооперирован, но не перенёс осложнений после операции и умер.
Похоронен в городе Банска-Бистрица. В 1946 году посмертно награждён Чехословацким Военным крестом 1939 года.